# Bucolion
Bucolion is een naam uit de Griekse mythologie die meerdere betekenissen kan hebben:
1: In de Ilias van Homerus is het de zoon van Laomedon en de nimf Calybe. Samen met de Naiade Abarbarea heeft hij twee zonen, Pedasus en Aesepus. 
2: In de Bibliotheka Historia van Apollodorus van Athene is Bucolion de zoon van Lycaon en kleinzoon van Pelasgus. 
3: In de Beschrijving van Griekenland van Pausanias is Bucolion de zoon van Holaeas.
- Bucolion (geslacht), een geslacht van kakkerlakken